# Landes des Monédières
Landes des Monédières este o arie protejată (sit de importanță comunitară — SCI) din Franța întinsă pe o suprafață de 244 ha, integral pe uscat.

## Localizare
Centrul sitului Landes des Monédières este situat la coordonatele 45°27′58″N 1°50′52″E / 45.46611°N 1.84778°E.

## Înființare
Situl Landes des Monédières a fost declarat arie specială de conservare în baza directivei 92/43 din 1992 referitoare la conservarea habitatelor naturale și a faunei și florei sălbatice pentru a proteja 1 specie de plante și 6 specii de animale.

## Biodiversitate
Situată în ecoregiunea continentală, aria protejată conține 9 habitate naturale: Păduri de fag acidofile atlantice, cu subarboret de Ilex și, uneori, de asemenea, Taxus, la nivelul arbuștilor (Quercion robori-petraeae sau Ilici-Fagenion), Pajiști cu Molinia pe soluri calcaroase, turboase sau argilos-nămoloase (Molinion caeruleae), Fânețe de joasă altitudine (Alopecurus pratensis, Sanguisorba officinalis), Mlaștini oligotrofe degradate, capabile încă de regenerare naturală, Turbării active, Pajiști uscate europene, Mlaștini împădurite, Formațiuni ierboase bogate în specii de Nardus, dezvoltate pe substraturi silicioase în zone montane (și în zone submontane, în Europa continentală), Mlaștini turboase de tranziție și turbării mișcătoare.
La baza desemnării sitului se află mai multe specii protejate:
- plante (1): Luronium natans
- mamifere (5): liliac cârn (Barbastella barbastellus), vidră de râu (Lutra lutra), liliac cărămiziu (Myotis emarginatus), liliac comun (Myotis myotis), liliacul mare cu potcoavă (Rhinolophus ferrumequinum)
- nevertebrate (1): rădașcă (Lucanus cervus)

Pe lângă speciile protejate, pe teritoriul sitului au mai fost identificate 8 specii de plante, 33 de specii de păsări, 3 specii de amfibieni, 6 specii de mamifere, 7 specii de nevertebrate, 6 specii de reptile.